# Ризький російський театр імені Михайла Чехова
Ризький російський театр імені Михайла Чехова (латис. Mihaila Čehova Rīgas Krievu teātris) — латвійський драматичний театр у місті Ризі, заснований 2 жовтня 1883 року.
З 2006 року носить ім'я актора, театрального педагога та режисера Михайла Чехова.
Сучасна адреса  — Латвія, LV-1050, Рига, вулиця Калькю, буд. 16.
В театрі працювали такі митці, як Костянтин Незлобін, Костянтин Марджанов, Олександр Таїров, Михайло Муратов, Сергій Радлов, Віра Балюнас, Аркадій Кац, Петер Штайн, Євген Ар'є, Роман Козак, Паоло Еміліо Ланді багато інших відомих режисерів.

## Історія
Восени 1883 року, 2 жовтня, у залі російської ремісничої артілі, що прибула до Риги цілий сезон, трупою антрепренера Є. У. Лаврова було показано п'єса І. Шпажинського «Майорша». У місті з'явився самостійний професійний російський театр, який до 1902 року виступав на сцені в будівлі, що належала акціонерному товариству «Вулик».
З 1902 року до початку Першої світової війни трупа працює у будівлі Другого міського театру (архітектор Август Рейнберг), який було відкрито міською владою до 700-річного ювілею Риги.
У театрі гастролювали Віра Комісаржевська, Мар'я Савіна, Варвара Стрільська та багато інших маститих акторів .
В історії театру 1902 пов'язаний з ім'ям актора і режисера Костянтина Незлобіна, який тримав у Ризі антерпризу. За його безпосередньої участі сформувалося стабільне ядро трупи. Незлобін зумів залучити талановитих режисерів, декораторів та акторів. Помітно розширився та збагатився репертуар.
У трупу були запрошені визначні актори — М. Андрєєва, М. Роксанова, А. Харламов, Н. Н. Михайлівський, Ст. Лихачов. Велике значення мали постановки режисера До. Марджанова, учня До. Станіславського .

### Видатні постановки минулих років
- «Варвари» Максима Горького
- «На дні» М. Горького
- «На всякого мудреця досить простоти» Олександра Островського
- «Кавказьке крейдяне коло» Бертольта Брехта
- «Вестсайдська історія» Л. Бернстайна та А. Лорентса
- «Людина з Ламанчі» Ст. Вассермана та Д. Деріона

### Головні режисери та художні керівники
- 1964—1988 — А. Ф. Кац
- 1988—1999 — Л. З. Білявський
- 2000—2003 — Г. Р. Тростянецький
- 2003—2004 — Ст. З. Петров
- 2007—2009 — О. М. Прикотенка
- 2010—2015 — І. р. Коняєв
- 2018 — даний час — С. А. Голомазов